# Synema concolor
Synema concolor là một loài nhện trong họ Thomisidae.
Loài này thuộc chi Synema. Synema concolor được Lodovico di Caporiacco miêu tả năm 1947.